# مهیکنگ
مهیکنگ (به لاتین: Mahikeng) مرکز استان شمال غربی آفریقای جنوبی است. عمدهٔ شهرت این شهر به‌سبب محاصرهٔ مافکینگ، بزرگترین رخداد جنگ دوم بوئر، است. مهیکینگ نزدیکی مرز آفریقای جنوبی با بوتسوانا واقع شده‌است؛ این شهر در ۱۴۰۰ کیلومتری شمال شرقی کیپ تاون و ۲۶۰ کیلومتری غرب ژوهانسبورگ قرار دارد.